# Vetrna elektrarna Bate 1
Vetrna elektrarna Bate 1 je mala vetrna elektrarna z eno vetrnico nazivne moči 15 kW, ki jo je februarja 2009 na Banjški planoti postavilo podjetje E3 d.o.o. (hčerinsko podjetje Elektra Primorska, podjetja za distribucijo električne energije iz Nove Gorice).
To je prva vetrna elektrarna v Sloveniji, ki je bila postavljena v naravno okolje. Vetrnica škotskega proizvajalca Proven Energy  je stala na 15 m visokem jeklenem stebru, premer rotorja je bil 8 m.
Vetrna elektrarna Bate 1 je obratovala od marca do sredine decembra 2009, ko jo je poškodovala močna burja. Poškodovane lopatice in mehanizem generatorja so kasneje sneli, tako da je od elektrarne ostal le še jekleni stolp. Elektrarna je delovala s povprečnim izkoristkom 13%, povprečna mesečna proizvodnja pa je bila blizu 1400 kWh.
Na Slemenu, v neposredni bližini te vetrnice, načrtuje podjetje Sleme d.o.o. iz Grgarja postavitev velike vetrne elektrarne s 6 vetrnicami in skupno nazivno močjo 15 MW. Postopek pridobivanja energetskega dovoljenja za Vetrno elektrarno Sleme je v teku.